# 와타세 소이치로
와타세 소이치로(일본어: 渡瀬草一郎, 1978년 ~ )은 일본의 라이트 노벨 작가이다. 가나가와현 출신으로 요코하마시에 거주하고 있다. 니쇼가쿠샤 대학 졸업. 대표작으로 《하늘의 종이 울리는 별에서》가 있다.

## 약력
1978년 도쿄에서 태어나 요코하마에서 자랐다. 니쇼가큐샤 대학 재학 중에는 산문 서클을 친구들과 같이 세우는 등 활동을 한 적이 있으며, 약 6년 간의 아마추어 생활 후, 취업을 하러 찾아 다니던 중 2000년에 《헤이안쿄 팔괘》(출간 시 제목은 《음양의 도시》)로 제7회 전격 게임 소설 대상 (현 전격 소설 대상)의 금상을 수상해 2001년 같은 작품으로 데뷔하게 된다. 그의 필체는 정평이 나 있어서 2004년도에는 모교에서 임시 강사를 맡아, 교편을 잡기도 했다.